# Беляев, Игорь Николаевич
Игорь Николаевич Беляев (1908—1985) — советский баскетболист и баскетбольный тренер. Заслуженный мастер спорта СССР (1948). Судья всесоюзной категории (1938). Судья международной категории (1947). Отличник физической культуры (1947).

## Биография
В 1923 году начал выступать за московский «Профинтерн».
В 1924 году стал чемпионом СССР в составе сборной Москвы. В 1925—1934 годах — игрок ЦДКА (ОППВ). В 1935—1937 годах играл за московский «Спартак».
Был старшим тренером бронзового призёра чемпионата СССР среди женщин 1939 года — «Спартак».
Также был арбитром, судил всесоюзные соревнования, матчи Чемпионатов Европы.
В 1937—1942 — заместитель заведующего учебно-спортивным отделом ЦС ДСО «Спартак», в 1942—1944 — ответственный секретарь 11-го райсовета ДСО «Динамо».
В 1944—1954 — гостренер Комитета по физической культуре и спорту при Совете министров СССР, в 1954—1962 — гостренер Спорткомитета РСФСР.
Первый председатель президиума Всесоюзной коллегии судей.
В последние годы жизни был членом президиума Федерации баскетбола СССР и председателем Совета ветеранов СССР по баскетболу.